# Yvon Mougel
Yvon Mougel (* 25. Mai 1955 in Cornimont) ist ein ehemaliger französischer Biathlet.
Yvon Mougel bestritt sein erstes Rennen bei einer internationalen Meisterschaft im Rahmen der Olympischen Winterspiele 1976 in Innsbruck, wo er an der Seite von René Arpin, Marius Falquy und Jean-Claude Viry Siebter des Staffelrennens wurde. Die Biathlon-Weltmeisterschaften bis zu den Olympischen Winterspielen 1980 in Lake Placid brachten durchwachsene Resultate. Bei den Spielen wurde er Sechster im Einzel, 33. des Sprints und mit Denis Sandona, André Geourjon und Christian Poirot als Startläufer der Staffel Fünfter. Seinen größten Erfolg feierte Mougel bei den Biathlon-Weltmeisterschaften 1981 in Lahti, bei denen er hinter Frank Ullrich und Erkki Antila die Bronzemedaille im Sprint gewann. Nochmals gute Ergebnisse erzielte der Franzose bei den Olympischen Winterspielen 1984 in Sarajevo. Als Vierter des Einzels verpasste er nur um einen Rang gegen Eirik Kvalfoss eine Medaille, auch im Sprint verpasste er als Sechster nur um wenige Ränge das Podium. Im Staffelrennen wurde er mit seinem Bruder Francis Mougel, Éric Claudon und Christian Poirot Neunter.

## Resultate bei internationalen Meisterschaften
| Veranstaltung          | Einzel | Sprint | Staffel |
| ---------------------- | ------ | ------ | ------- |
| OS 1976 in Innsbruck   |        |        | 07      |
| WM 1978 in Hochfilzen  | 41     | 19     | 10      |
| WM 1979 in Ruhpolding  | 53     | 11     | 11      |
| OS 1980 in Lake Placid | 06     | 33     | 05      |
| WM 1981 in Lahti       | 31     | 03     | 08      |
| WM 1983 in Antholz     | 21     | 11     | 08      |
| OS 1984 in Sarajevo    | 04     | 06     | 09      |